# Dirka po Italiji 1982
Dirka po Italiji 1982 (italijansko Giro d'Italia 1982) je 65. izvedba dirke po Italiji, tritedenske moške cestne kolesarske etapne dirke. Začela se je 13. maja v Milanu in končala 6. junija v Torinu. Sodelovalo je 162 kolesarjev iz 18-ih ekip. Rožnato majico je drugič osvojil Bernard Hinault (Renault–Elf–Gitane), drugo mesto Tommy Prim, tretje pa Silvano Contini (oba Bianchi–Piaggio). Vijolično majico je osvojil Francesco Moser (Famcucine–Campagnolo), zeleno majico Lucien Van Impe, belo majico pa Marco Groppo (oba Metauro Mobili–Pinarello).

## Ekipe
- Alfa Lum–Sauber
- Atala
- Bianchi–Piaggio
- Kotter's Racing Team-Bibione
- Del Tongo
- Famcucine–Campagnolo
- Gis Gelati–Olmo
- Hoonved–Bottecchia
- Inoxpran
- Kelme–Merckx
- Metauro Mobili–Pinarello
- Renault–Elf–Gitane
- Royal–Wrangler
- Sammontana–Benotto
- Selle Italia–Chinol
- Selle San Marco–Wilier Triestina
- Termolan
- Zor–Helios–Gemeaz Cusin

## Etape
| Etapa | Datum    | Štart/Cilj                           | Razdalja    | Tip         | Tip                  | Zmagovalec              |             |
| ----- | -------- | ------------------------------------ | ----------- | ----------- | -------------------- | ----------------------- | ----------- |
| P     | 13. maj  | Milano                               | 16 km       |             | ekipni kronometer    | Renault–Elf–Gitane      |             |
| 1     | 14. maj  | Parma – Viareggio                    | 174 km      |             | gorska etapa         | Giuseppe Saronni (ITA)  |             |
| 2     | 15. maj  | Viareggio – Cortona                  | 233 km      |             | ravninska etapa      | Michael Wilson (AUS)    |             |
| 3     | 16. maj  | Perugia – Assisi                     | 37 km       |             | posamični kronometer | Bernard Hinault (FRA)   |             |
| 4     | 17. maj  | Assisi – Rim                         | 169 km      |             | ravninska etapa      | Urs Freuler (SUI)       |             |
| 5     | 18. maj  | Rim – Caserta                        | 213 km      |             | ravninska etapa      | Urs Freuler (SUI)       |             |
| 6     | 19. maj  | Caserta – Castellammare di Stabia    | 130 km      |             | gorska etapa         | Silvano Contini (ITA)   |             |
| 7     | 20. maj  | Castellammare di Stabia – Diamante   | 226 km      |             | ravninska etapa      | Francesco Moser (ITA)   |             |
|       | 21. maj  | dan počitka                          | dan počitka | dan počitka | dan počitka          | dan počitka             | dan počitka |
| 8     | 22. maj  | Taormina – Agrigento                 | 248 km      |             | gorska etapa         | Moreno Argentin (ITA)   |             |
| 9     | 23. maj  | Agrigento – Palermo                  | 151 km      |             | gorska etapa         | Giuseppe Saronni (ITA)  |             |
| 10    | 24. maj  | Cefalù – Messina                     | 197 km      |             | ravninska etapa      | Urs Freuler (SUI)       |             |
| 11    | 25. maj  | Palmi – Camigliatello Silano         | 229 km      |             | gorska etapa         | Bernard Becaas (FRA)    |             |
|       | 26. maj  | dan počitka                          | dan počitka | dan počitka | dan počitka          | dan počitka             | dan počitka |
| 12    | 27. maj  | Cava de' Tirreni – Campitello Matese | 171 km      |             | gorska etapa         | Bernard Hinault (FRA)   |             |
| 13    | 28. maj  | Campitello Matese – Pescara          | 164 km      |             | gorska etapa         | Silvano Contini (ITA)   |             |
| 14    | 29. maj  | Pescara – Urbino                     | 248 km      |             | ravninska etapa      | Guido Bontempi (ITA)    |             |
| 15    | 30. maj  | Urbino – Comacchio                   | 190 km      |             | ravninska etapa      | Silvestro Milani (ITA)  |             |
| 16    | 31. maj  | Comacchio – San Martino di Castrozza | 243 km      |             | gorska etapa         | Vicente Belda (ESP)     |             |
| 17    | 1. junij | Fiera di Primiero – Boario Terme     | 235 km      |             | gorska etapa         | Silvano Contini (ITA)   |             |
| 18    | 2. junij | Piancogno – Montecampione            | 85 km       |             | gorska etapa         | Bernard Hinault (FRA)   |             |
| 19    | 3. junij | Boario Terme – Vigevano              | 162 km      |             | ravninska etapa      | Robert Dill-Bundi (SUI) |             |
| 20    | 4. junij | Vigevano – Cuneo                     | 177 km      |             | ravninska etapa      | Francesco Moser (ITA)   |             |
| 21    | 5. junij | Cuneo – Pinerolo                     | 254 km      |             | gorska etapa         | Giuseppe Saronni (ITA)  |             |
| 22    | 6. junij | Pinerolo – Torino                    | 42,5 km     |             | posamični kronometer | Bernard Hinault (FRA)   |             |
|       | Skupaj   | Skupaj                               | 4010,5 km   | 4010,5 km   | 4010,5 km            | 4010,5 km               | 4010,5 km   |

## Razvrstitev po klasifikacijah
| Etapa  | Zmagovalec         | Rožnata majica · | Vijolična majica · | Zelena majica ·         | Bela majica · | Ekipno po času     |
| ------ | ------------------ | ---------------- | ------------------ | ----------------------- | ------------- | ------------------ |
| P      | Renault–Elf–Gitane | Bernard Hinault  | brez               | brez                    | brez          | Renault–Elf–Gitane |
| 1      | Giuseppe Saronni   | Patrick Bonnet   | Giuseppe Saronni   | Faustino Rupérez Rincón | ?             | Renault–Elf–Gitane |
| 2      | Michael Wilson     | Laurent Fignon   | Giuseppe Saronni   | Faustino Rupérez Rincón | ?             | Renault–Elf–Gitane |
| 3      | Bernard Hinault    | Bernard Hinault  | Giuseppe Saronni   | Faustino Rupérez Rincón | ?             | Bianchi–Piaggio    |
| 4      | Urs Freuler        | Bernard Hinault  | Giuseppe Saronni   | Faustino Rupérez Rincón | ?             | Bianchi–Piaggio    |
| 5      | Urs Freuler        | Bernard Hinault  | Urs Freuler        | Faustino Rupérez Rincón | ?             | Bianchi–Piaggio    |
| 6      | Silvano Contini    | Bernard Hinault  | Giuseppe Saronni   | Lucien Van Impe         | ?             | Bianchi–Piaggio    |
| 7      | Francesco Moser    | Francesco Moser  | Francesco Moser    | Lucien Van Impe         | ?             | Bianchi–Piaggio    |
| 8      | Moreno Argentin    | Francesco Moser  | Francesco Moser    | Lucien Van Impe         | ?             | Bianchi–Piaggio    |
| 9      | Giuseppe Saronni   | Francesco Moser  | Giuseppe Saronni   | Lucien Van Impe         | ?             | Bianchi–Piaggio    |
| 10     | Urs Freuler        | Francesco Moser  | Francesco Moser    | Lucien Van Impe         | ?             | Bianchi–Piaggio    |
| 11     | Bernard Becaas     | Francesco Moser  | Francesco Moser    | Lucien Van Impe         | ?             | Bianchi–Piaggio    |
| 12     | Bernard Hinault    | Bernard Hinault  | Francesco Moser    | Lucien Van Impe         | ?             | Bianchi–Piaggio    |
| 13     | Silvano Contini    | Bernard Hinault  | Francesco Moser    | Lucien Van Impe         | ?             | Bianchi–Piaggio    |
| 14     | Guido Bontempi     | Bernard Hinault  | Francesco Moser    | Lucien Van Impe         | ?             | Bianchi–Piaggio    |
| 15     | Silvestro Milani   | Bernard Hinault  | Francesco Moser    | Lucien Van Impe         | ?             | Bianchi–Piaggio    |
| 16     | Vicente Belda      | Bernard Hinault  | Francesco Moser    | Lucien Van Impe         | ?             | Bianchi–Piaggio    |
| 17     | Silvano Contini    | Silvano Contini  | Francesco Moser    | Lucien Van Impe         | Marco Groppo  | Bianchi–Piaggio    |
| 18     | Bernard Hinault    | Bernard Hinault  | Francesco Moser    | Lucien Van Impe         | Marco Groppo  | Bianchi–Piaggio    |
| 19     | Robert Dill-Bundi  | Bernard Hinault  | Francesco Moser    | Lucien Van Impe         | Marco Groppo  | Bianchi–Piaggio    |
| 20     | Francesco Moser    | Bernard Hinault  | Francesco Moser    | Lucien Van Impe         | Marco Groppo  | Bianchi–Piaggio    |
| 21     | Giuseppe Saronni   | Bernard Hinault  | Francesco Moser    | Lucien Van Impe         | Marco Groppo  | Bianchi–Piaggio    |
| 22     | Bernard Hinault    | Bernard Hinault  | Francesco Moser    | Lucien Van Impe         | Marco Groppo  | Bianchi–Piaggio    |
| Skupaj | Skupaj             | Bernard Hinault  | Francesco Moser    | Lucien Van Impe         | Marco Groppo  | Bianchi–Piaggio    |

## Končna razvrstitev
| Legenda | Legenda                                    | Legenda | Legenda                                   |
| ------- | ------------------------------------------ | ------- | ----------------------------------------- |
|         | Predstavlja vodilnega v skupnem seštevku   |         | Predstavlja vodilnega po točkah           |
|         | Predstavlja vodilnega v gorski razvrstitvi |         | Predstavlja najboljšega mladega kolesarja |

### Rožnata majica
| Poz. | Kolesar                        | Ekipa                    | Čas          |
| ---- | ------------------------------ | ------------------------ | ------------ |
| 1    | Bernard Hinault (FRA)          | Renault–Elf–Gitane       | 110h 07' 55" |
| 2    | Tommy Prim (SWE)               | Bianchi–Piaggio          | + 2' 35"     |
| 3    | Silvano Contini (ITA)          | Bianchi–Piaggio          | + 2' 47"     |
| 4    | Lucien Van Impe (BEL)          | Metauro Mobili–Pinarello | + 4' 31"     |
| 5    | Gianbattista Baronchelli (ITA) | Bianchi–Piaggio          | + 6' 09"     |
| 6    | Giuseppe Saronni (ITA)         | Del Tongo                | + 10' 52"    |
| 7    | Mario Beccia (ITA)             | Hoonved–Bottecchia       | + 11' 06"    |
| 8    | Francesco Moser (ITA)          | Famcucine–Campagnolo     | + 11' 57"    |
| 9    | Marco Groppo (ITA)             | Metauro Mobili–Pinarello | + 14' 43"    |
| 10   | Faustino Rupérez Rincón (ESP)  | Zor–Helios–Gemeaz Cusin  | + 14' 57"    |

### Vijolična majica
| Poz. | Kolesar                        | Ekipa                    | Točke |
| ---- | ------------------------------ | ------------------------ | ----- |
| 1    | Francesco Moser (ITA)          | Famcucine–Campagnolo     | 247   |
| 2    | Giuseppe Saronni (ITA)         | Del Tongo                | 207   |
| 3    | Bernard Hinault (FRA)          | Renault–Elf–Gitane       | 171   |
| 4    | Silvano Contini (ITA)          | Bianchi–Piaggio          | 153   |
| 5    | Tommy Prim (SWE)               | Bianchi–Piaggio          | 126   |
| 6    | Urs Freuler (SUI)              | Atala                    | 115   |
| 7    | Lucien Van Impe (BEL)          | Metauro Mobili–Pinarello | 96    |
| 8    | Mario Beccia (ITA)             | Hoonved–Bottecchia       | 94    |
| 9    | Gianbattista Baronchelli (ITA) | Bianchi–Piaggio          | 80    |
| 10   | Noël Dejonckeere (BEL)         | Gis Gelati–Olmo          | 78    |

### Zelena majica
| Poz. | Kolesar                        | Ekipa                        | Točke |
| ---- | ------------------------------ | ---------------------------- | ----- |
| 1    | Lucien Van Impe (BEL)          | Metauro Mobili–Pinarello     | 860   |
| 2    | Bernard Hinault (FRA)          | Renault–Elf–Gitane           | 380   |
| 3    | Silvano Contini (ITA)          | Bianchi–Piaggio              | 290   |
| 4    | Gianbattista Baronchelli (ITA) | Bianchi–Piaggio              | 260   |
| 5    | Faustino Rupérez Rincón (ESP)  | Zor–Helios–Gemeaz Cusin      | 200   |
| 6    | Mario Beccia (ITA)             | Hoonved–Bottecchia           | 165   |
| 7    | Urs Freuler (SUI)              | Atala                        | 150   |
| 8    | Fabrizio Verza (ITA)           | Gis Gelati–Olmo              | 125   |
| 9    | Davide Cassani (ITA)           | Termolan                     | 120   |
| 9    | Bert Pronk (NED)               | Kotter's Racing Team-Bibione | 120   |

### Bela majica
| Poz. | Kolesar                 | Ekipa                            | Čas          |
| ---- | ----------------------- | -------------------------------- | ------------ |
| 1    | Marco Groppo (ITA)      | Metauro Mobili–Pinarello         | 110h 22' 38" |
| 2    | Laurent Fignon (FRA)    | Renault–Elf–Gitane               | + 26' 16"    |
| 3    | Czesław Lang (POL)      | Gis Gelati–Olmo                  | + 28' 20"    |
| 4    | Fabrizio Verza (ITA)    | Gis Gelati–Olmo                  | + 31' 52"    |
| 5    | Giovanni Testolin (ITA) | Selle San Marco–Wilier Triestina | + 49' 14"    |
| 6    | Franco Chioccioli (ITA) | Selle Italia–Chinol              | + 56' 56"    |
| 7    | Erminio Rizzi (ITA)     | Zor–Helios–Gemeaz Cusin          | + 1h 02' 17" |
| 8    | Álvaro Pino (ESP)       | Gis Gelati–Olmo                  | + 1h 09' 06" |
| 9    | Giuseppe Lanzoni (ITA)  | Atala                            | + 1h 17' 19" |
| 10   | Marc Madiot (FRA)       | Renault–Elf–Gitane               | + 1h 17' 45" |

### Traguardi Fiat
| Poz. | Kolesar                        | Ekipa                    | Točke |
| ---- | ------------------------------ | ------------------------ | ----- |
| 1    | Palmiro Masciarelli (ITA)      | Metauro Mobili–Pinarello | 45    |
| 2    | Giovanni Renosto (ITA)         | Renault–Elf–Gitane       | 36    |
| 3    | Francesco Moser (ITA)          | Famcucine–Campagnolo     | 18    |
| 4    | Gianbattista Baronchelli (ITA) | Bianchi–Piaggio          | 12    |
| 5    | Moreno Argentin (ITA)          | Sammontana–Benotto       | 8     |
| 5    | Silvano Contini (ITA)          | Bianchi–Piaggio          | 8     |
| 7    | Walter Delle Case (ITA)        | Atala                    | 7     |
| 7    | Leonardo Natale (ITA)          | Del Tongo                | 7     |
| 9    | Eduardo Chozas (ESP)           | Zor–Helios–Gemeaz Cusin  | 6     |
| 10   | Marino Amadori (ITA)           | Famcucine–Campagnolo     | 5     |

### Ekipno po času
| Poz. | Ekipa                            | Čas          |
| ---- | -------------------------------- | ------------ |
| 1    | Bianchi–Piaggio                  | 330h 35' 38" |
| 2    | Del Tongo                        | + 49' 43"    |
| 3    | Famcucine–Campagnolo             | + 1h 30' 03" |
| 4    | Renault–Elf–Gitane               | + 1h 32' 03" |
| 5    | Gis Gelati–Olmo                  | + 1h 35' 53" |
| 6    | Zor–Helios–Gemeaz Cusin          | + 1h 49' 54" |
| 7    | Metauro Mobili–Pinarello         | + 2h 10' 06" |
| 8    | Selle San Marco–Wilier Triestina | + 2h 25' 30" |
| 9    | Inoxpran                         | + 2h 56' 47" |
| 10   | Hoonved–Bottecchia               | + 3h 00' 42" |

### Ekipno po točkah
| Poz. | Ekipa                            | Čas |
| ---- | -------------------------------- | --- |
| 1    | Bianchi–Piaggio                  | 381 |
| 2    | Famcucine–Campagnolo             | 316 |
| 3    | Del Tongo                        | 238 |
| 4    | Hoonved–Bottecchia               | 221 |
| 5    | Metauro Mobili–Pinarello         | 218 |
| 6    | Atala                            | 217 |
| 7    | Gis Gelati–Olmo                  | 169 |
| 8    | Selle San Marco–Wilier Triestina | 141 |
| 9    | Inoxpran                         | 107 |
| 10   | Termolan                         | 98  |